# Чонсі (Західна Вірджинія)
Чонсі (англ. Chauncey) — переписна місцевість (CDP) в США, в окрузі Лоґан штату Західна Вірджинія. Населення — 234 особи (2020).

## Географія
Чонсі розташоване за координатами 37°45′49″ пн. ш. 81°58′45″ зх. д. / 37.76361° пн. ш. 81.97917° зх. д. (37.763573, -81.979043).  За даними Бюро перепису населення США в 2010 році переписна місцевість мала площу 3,74 км², з яких 3,72 км² — суходіл та 0,02 км² — водойми.

## Демографія
Згідно з переписом 2010 року, у переписній місцевості мешкали 283 особи в 112 домогосподарствах у складі 86 родин. Густота населення становила 76 осіб/км².  Було 124 помешкання (33/км²).
Расовий склад населення:
| - 99,3 % — білих |

До двох чи більше рас належало 0,7 %. Частка іспаномовних становила 0,0 % від усіх жителів.
За віковим діапазоном населення розподілялося таким чином: 20,5 % — особи молодші 18 років, 63,2 % — особи у віці 18—64 років, 16,3 % — особи у віці 65 років та старші. Медіана віку мешканця становила 41,5 року. На 100 осіб жіночої статі у переписній місцевості припадало 92,5 чоловіків;  на 100 жінок у віці від 18 років та старших — 90,7 чоловіків також старших 18 років.
Середній дохід на одне домашнє господарство  становив 79 402 долари США (медіана — 61 157), а середній дохід на одну сім'ю — 79 402 долари (медіана — 61 157). 
Цивільне працевлаштоване населення становило 153 особи. Основні галузі зайнятості: освіта, охорона здоров'я та соціальна допомога — 25,5 %, публічна адміністрація — 20,3 %, оптова торгівля — 17,6 %.